# Lamata
Lamata es una localidad española del municipio de Abizanda, la comarca del Sobrarbe, provincia de Huesca, Aragón.

## Geografía
Lamata se encuentra en una llanura que geológicamente corresponde con una terraza aluvial, en la ribera derecha del valle del río Susía. en la subcomarca sobrarbense que se conoce como Viejo Sobrarbe.
Se llega por una pista asfaltada que nace en la carretera autonómica A-138, unos 150 m antes del Mesón de Ligüerre (circulando en sentido Barbastro→Aínsa). La pista, que atraviesa el pueblo volviéndose la calle que lo articula, conduce después a Olsón y Jabierre, Mondot y termina en la carretera local A-2205 (Alquézar-Guaso, por Lecina, Bárcabo y La Arcusa) en el corazón del Viejo Sobrarbe. Algún par de callizos confluyen en la calle principal desde propiedades privadas.

### Estructura urbana
El núcleo urbano carece de la estructura concentrada de otras poblaciones vecinas. Las diferentes casas se encuentran distanciadas algunos metros las unas de las otras, alrededor de la única calle que recorre la población y que en realidad es la carretereta que discurre hacia Olsón y Mondot. 
Lamata destaca por el número de casas nobles que  hay, por algunos edificios de grandes dimensiones y porelementos arquitectónicos destacables como las ventanas de granizo picado de casa Arasanz o los pozos de agua que tienen casi todas las casas.
Parece que el número de casas de Lamata ha oscilado en los últimos quinientos años entre los 6 fuegos con  los que contaba en el fogaje de 1488 y las diez casas que tiene en la actualidad, pasando por las doce que tenía en 1626 cuando algunos infanzones locales asistieron a las Cortes de Barbastro.
La iglesia está dedicada a San Acisclo y Santa Victoria de Córdoba y es una construcción del siglo XVI. En la plaza que forman la iglesia, casa Cosculluela y una granja por detrás de esta última, está el crucero de Lamata declarado Bien de Interés Cultural (código SIPCA 1-INM-HOY-003-002-052).

## Toponimia
Parece que el topónimo no se ha documentado nunca como «Mata», con la primera sílaba empleada como artículo. De forma significativa, en el marco del estudio que Chabier Tomás hizo sobre el habla del Viejo Sobrarbe en la segunda mitad de los años 90, los habitantes de Lamata rechazaban de lleno al ser preguntados que se hubiese dicho nunca «La Mata» ni en la localidad ni en el resto de núcleos de los alrededores.
Por el contrario, parece que la palabra deriva del latín <*LANDA, que significa «lugar con prados», y se menciona como «Lamata» en todos los documentos que refieren al núcleo, desde los primeros que conocidos en el siglo XII, hasta la actualidad. En este sentido, M. Benito Moliner también apuntaba a la necesidad de escribirlo junto, aunque él otorgaba su etimología a la raíz prerromana <*MATTA, que suele significar «bosque».

## Historia
La historia de Lamata se conoce por la divulgación que ha hecho su vecino Jesús Cardiel Lalueza, responsable del Museo Paleontológico de Sobrarbe y autor de un blog y numerosos artículos sobre historia y genealogía en publicaciones de la comarca.
Se sabe que tenía un castillo aunque en la actualidad no se conservan restos porque Ramiro I el Monje lo cedió a los canónigos de la catedral de Huesca en 1137. En el año 1290, el rey Alfonso III el Franco dio Lamata en señorío a un noble de nombre Sancho de Antillón. En 1626, algunos vecinos infanzones de Lamata asistieron a las Cortes de Barbastro. Si bien Lamata no es el pueblo que más infanzones aportó a dichas cortes, sí que parece que entre los pueblos de la zona fue el que más  tenía en proporción: fueron catorce de un total de doce casas.
Junto con Escanilla formó un municipio desde 1834 (que en el censo de 1845 se decía «Escanilla y Lamata») hasta su absorción por Abizanda en 1857.

## Demografía
| Gráfica de evolución de Lamata entre 2000 y 2020 |
|                                                  |
| Datos del padrón municipal 2020 del INE.         |

## Imágenes

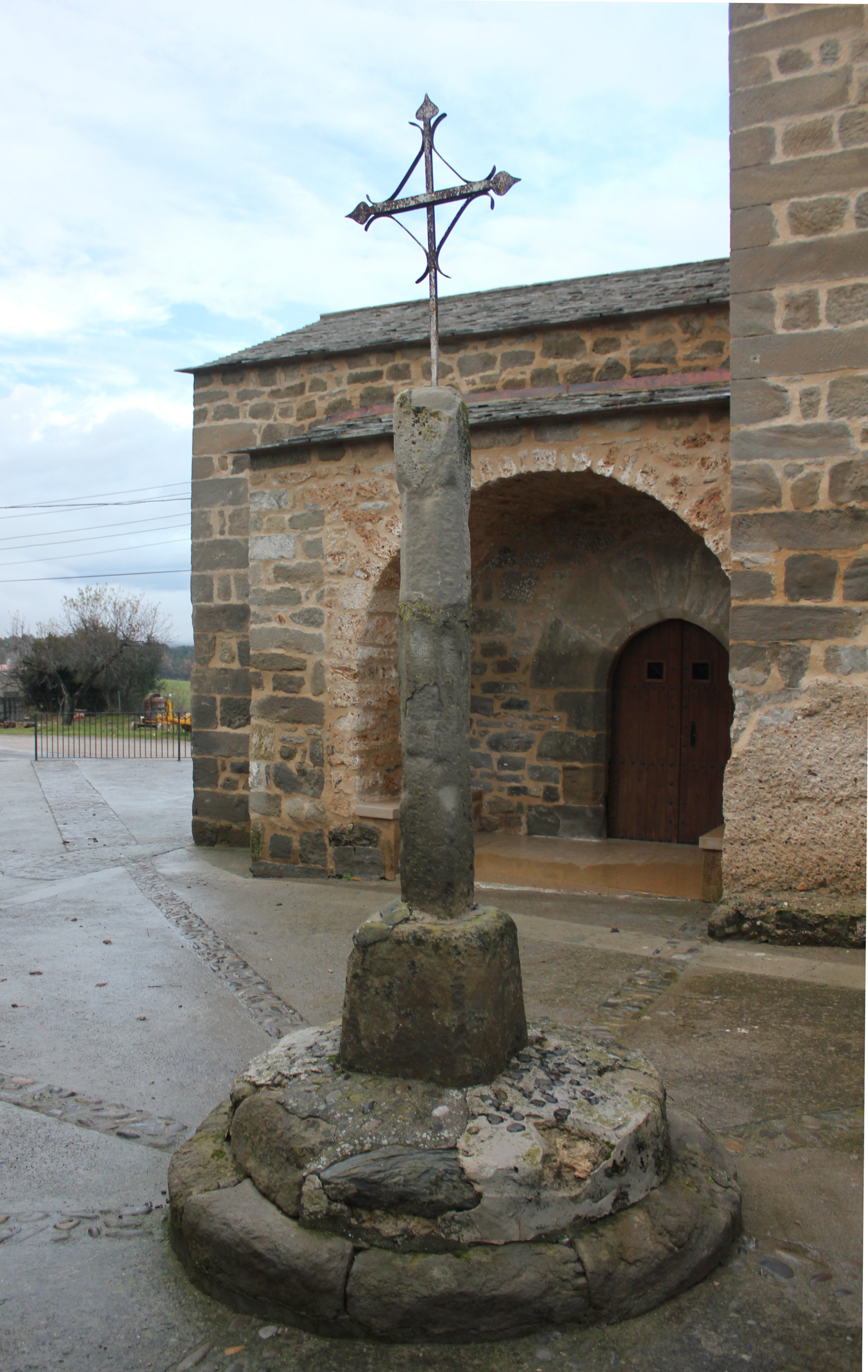
El crucero de Lamata (BIC).
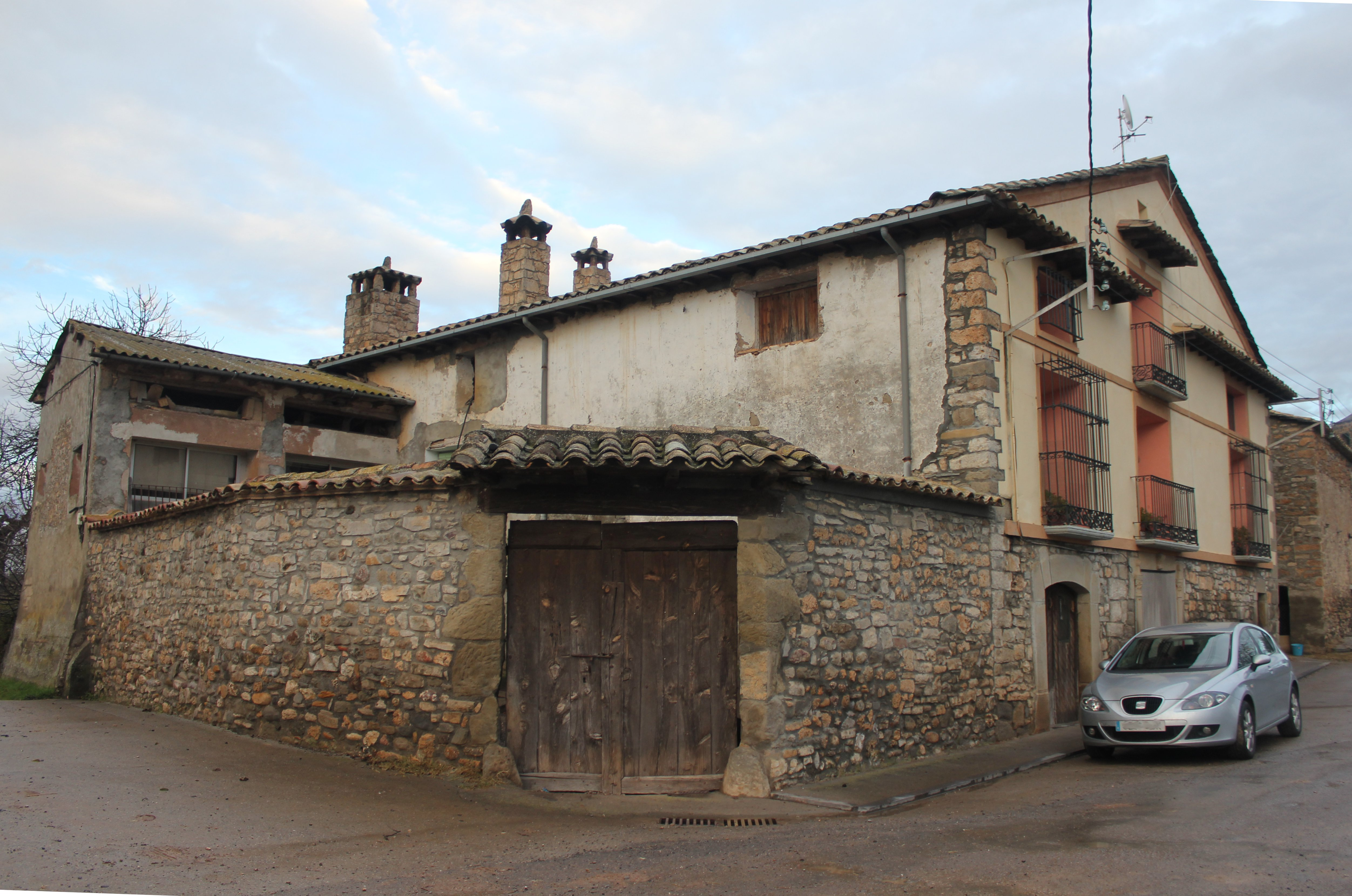
Algunas casas de Lamata destacan por su medida y pasado nobiliario.
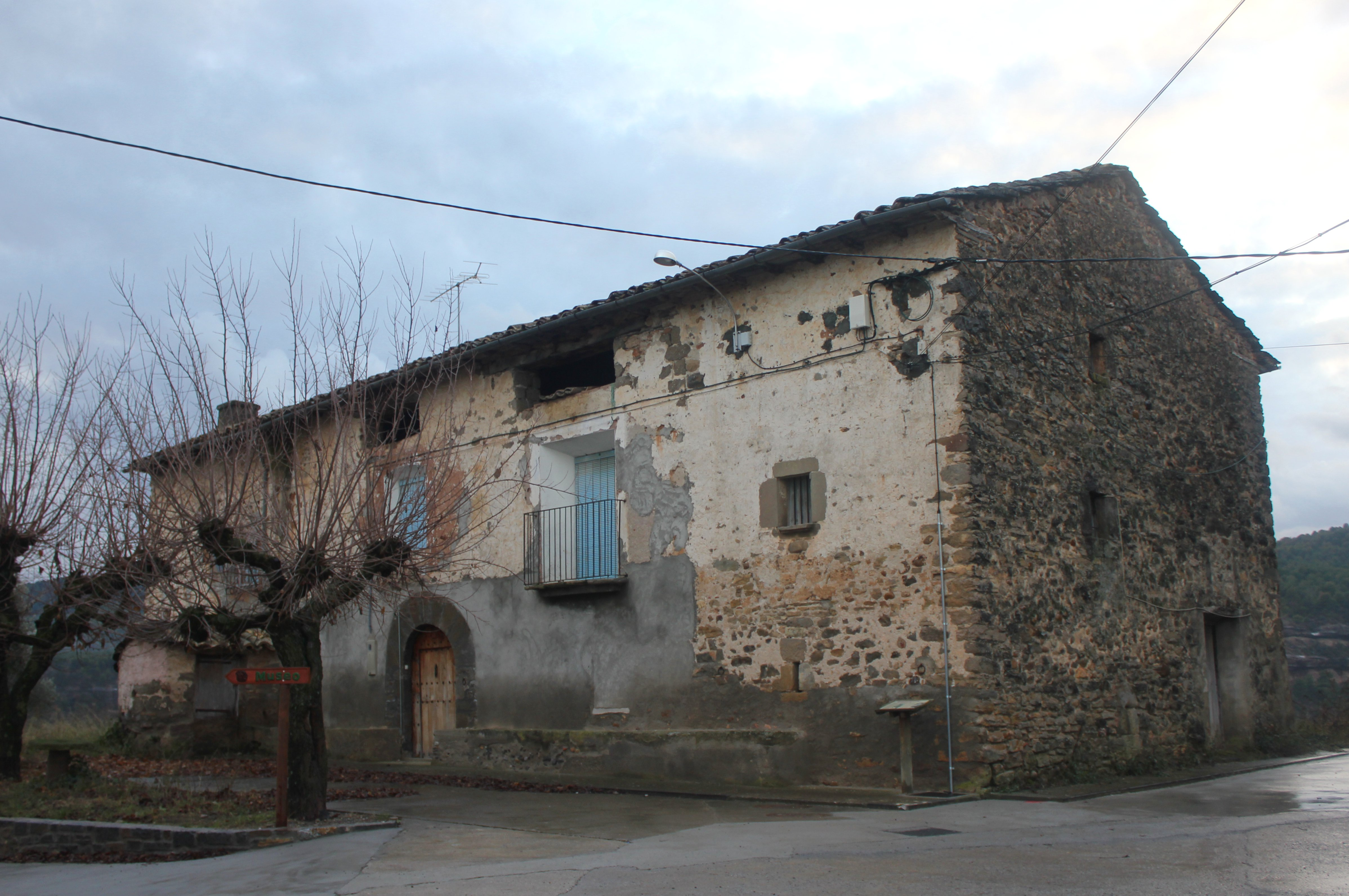
Casa Buil de Lamata
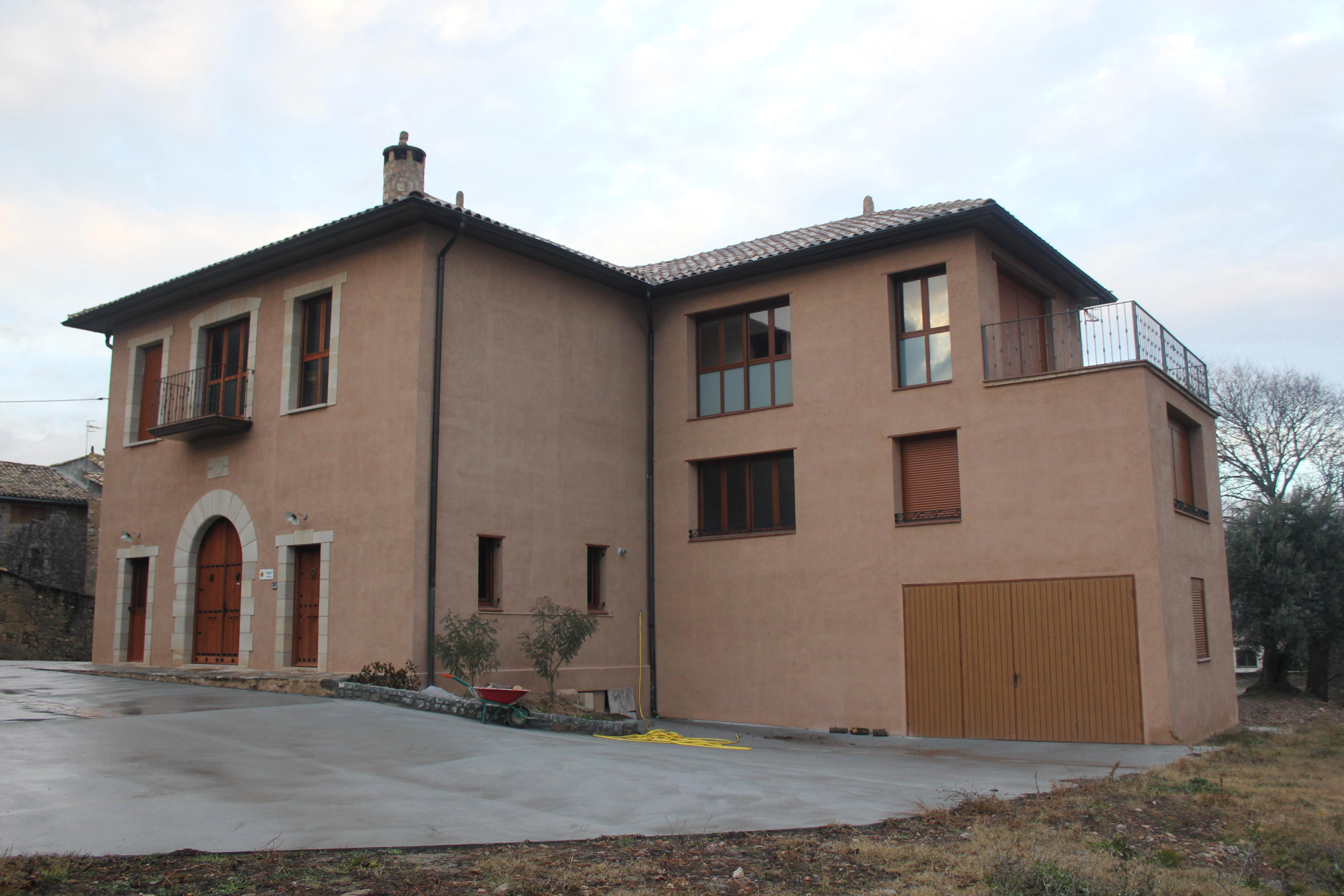
El Museo Paleontológico de Sobrarbe, en Lamata.
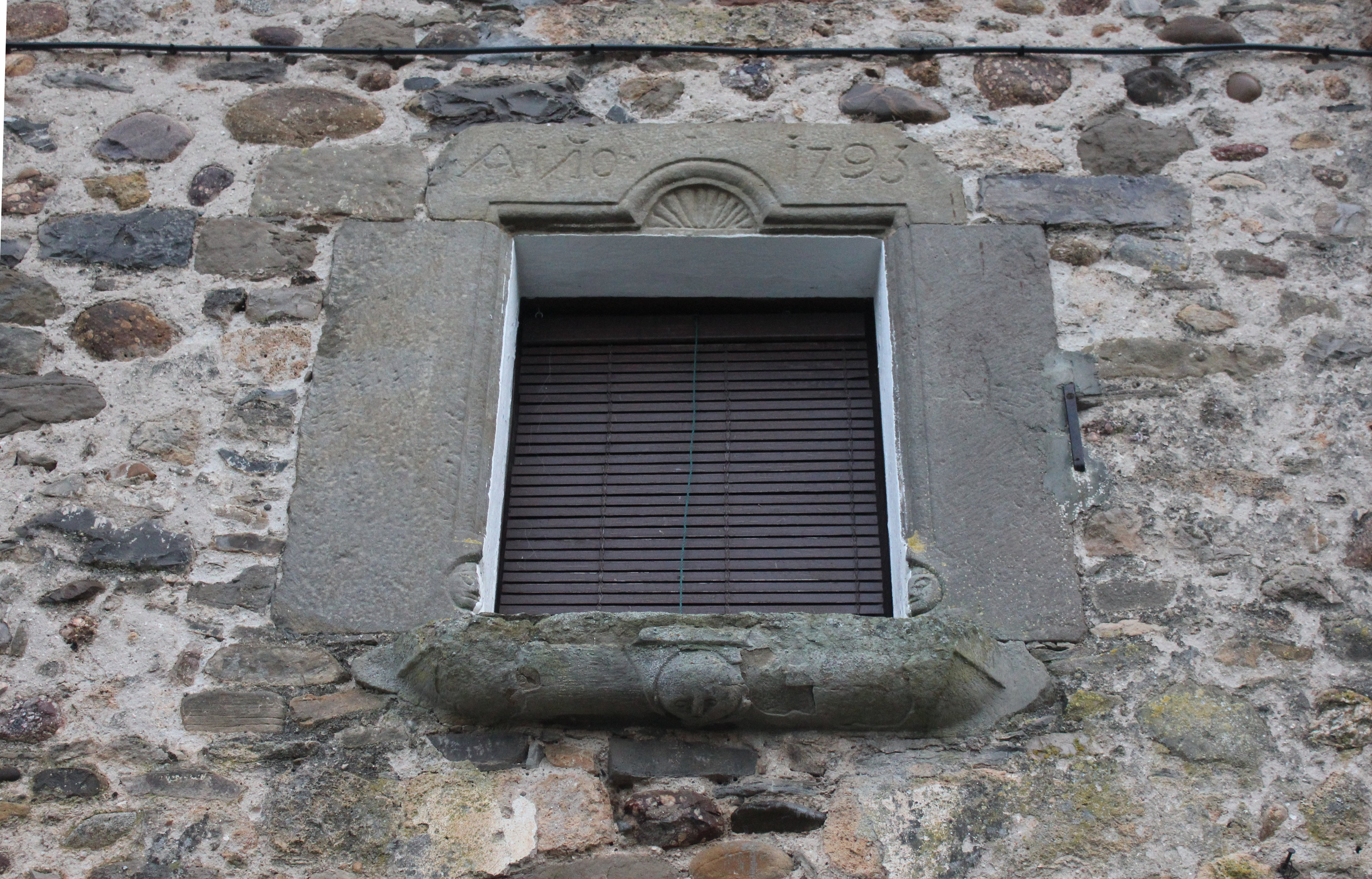
Ventana de casa Arasanz, con inscripción de 1793.
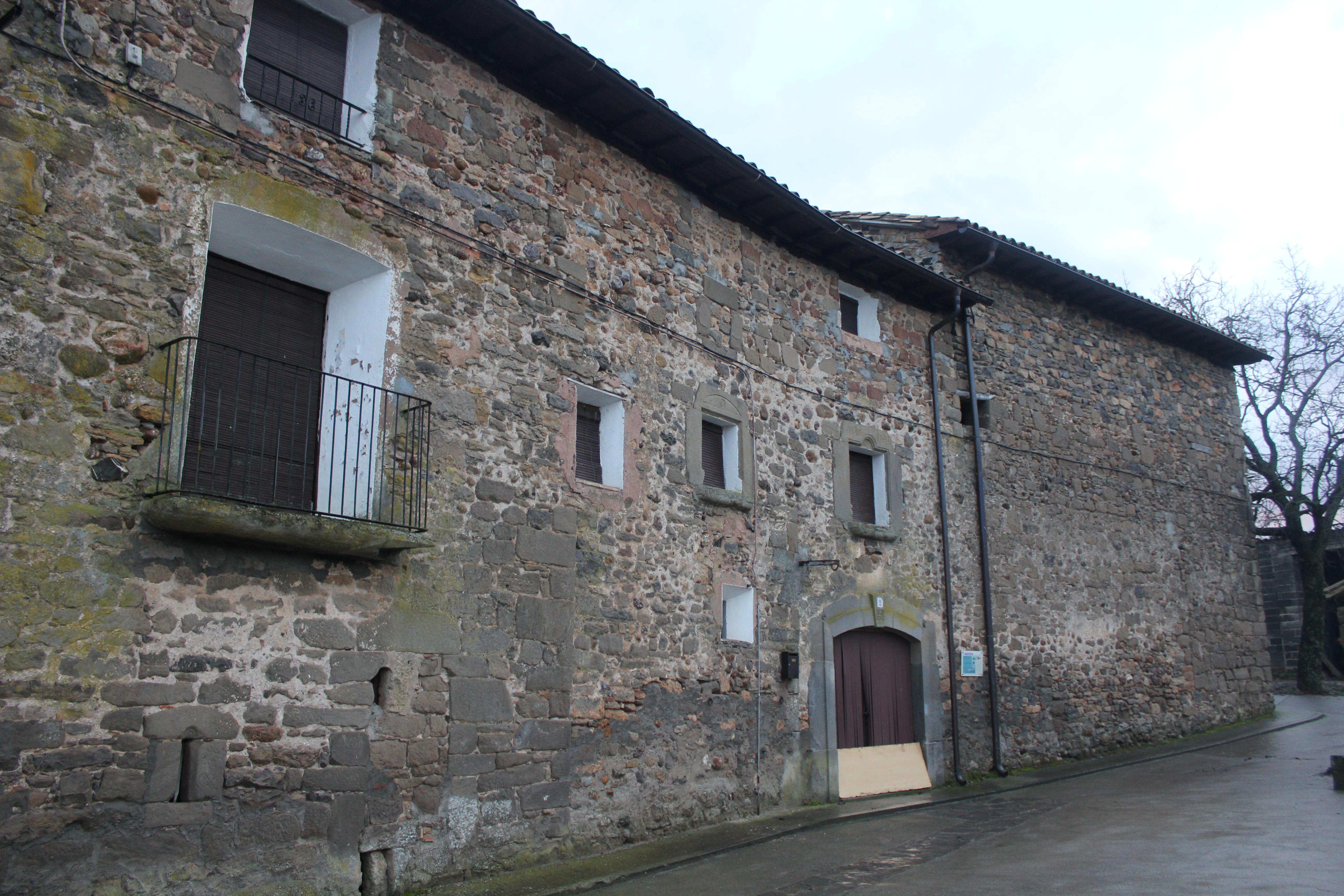
Casa Arasanz
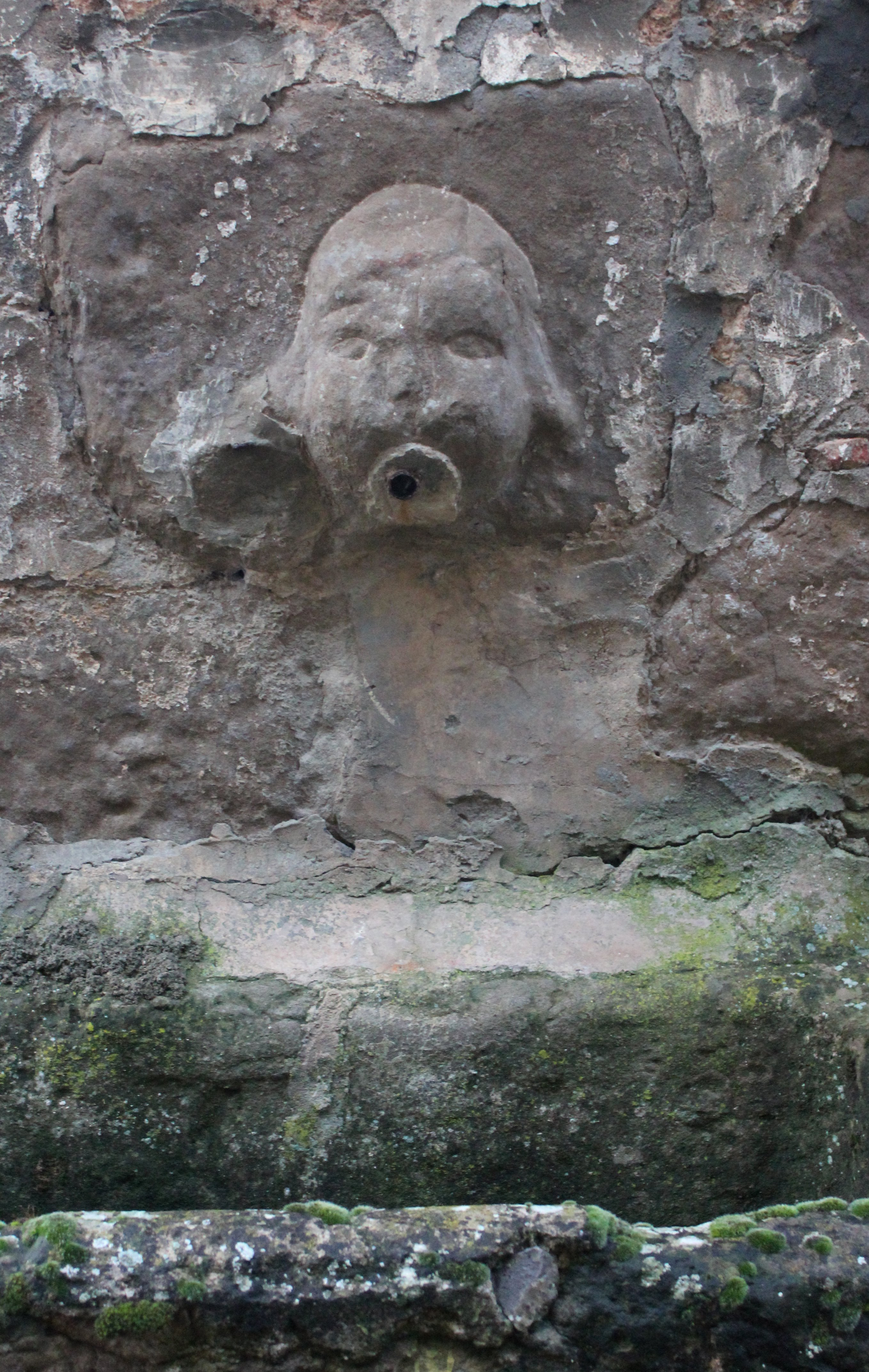
Detalle de la fuente de la plaza, adelante de casa Arasanz

## Fiestas
- 29 de abril, romería a la cruz de Santo Pedro por San Pedro Mártir.[10]
- 28 de agosto, Fiesta Mayor en honor a San Agustín.[10]
- 4 de octubre, fiesta menor en honor a la Virgen del Rosario.[10]
- 4 de diciembre, romería a la cruz de Santa Bárbara por su santo.

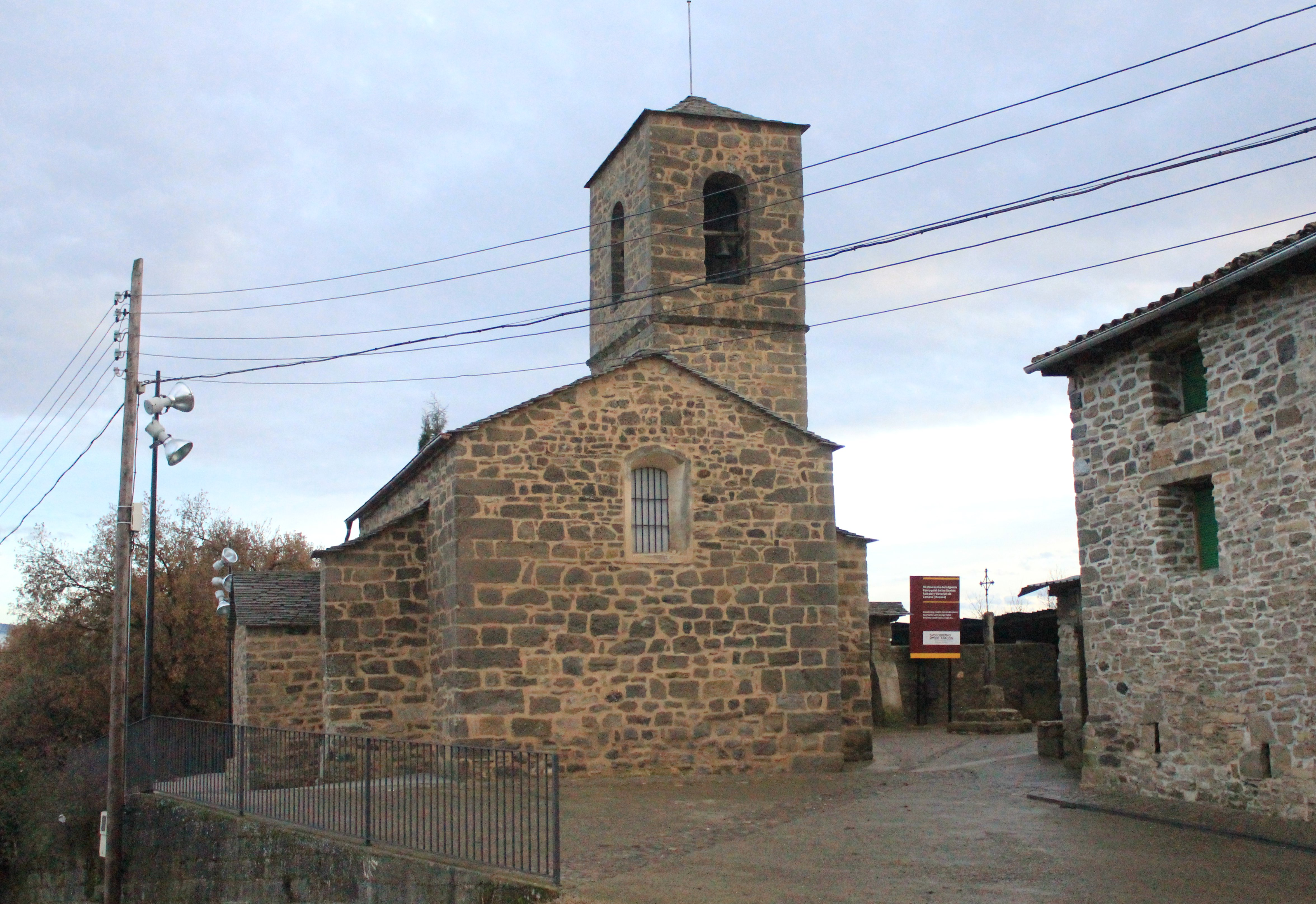
La iglesia de San Acisclo y Santa. Victoria, del.